# Cherax urospinosus
Cherax urospinosus е вид десетоного от семейство Parastacidae.

## Разпространение
Видът е разпространен в Австралия (Куинсланд).